# Neolitsea boninensis
Neolitsea boninensis är en lagerväxtart som beskrevs av Gen-Iti Koidzumi. Neolitsea boninensis ingår i släktet Neolitsea och familjen lagerväxter. Inga underarter finns listade i Catalogue of Life.